# Фомин, Владимир Николаевич (политик)
Влади́мир Никола́евич Фоми́н (28 февраля 1962, Новокуйбышевск, СССР — 24 сентября 2019) — глава города Новокуйбышевска с 4 декабря 2018 года по 23 сентября 2019 года.

## Биография
Владимир Николаевич Фомин родился и вырос в Новокуйбышевске.
- Здесь же окончил школу №3[2].
- 1983 год — окончил Куйбышевский политехнический институт[3].
  - Тогда же начал работать на Новокуйбышевском НПЗ в должности оператора технологических установок.
- Около 20 лет проработал на Новокуйбышевском заводе масел и присадок (НЗМП);
  - с 1999 года — в должности генерального директора НЗМП[3].
- с 2004 по 2014 год — избирался депутатом Думы городского округа Новокуйбышевск IV и V созывов[4];
  - Входил в состав комитета по бюджету, финансам, экономической и инвестиционной политики.

- 4 декабря 2018 года — Владимир Николаевич Фомин занял кресло мэра Новокуйбышевска, сменив на этом посту Сергея Маркова[5][6][4].
- 23 сентября 2019 года — сложил свои полномочия мэра Новокуйбышевска[7].
- 24 сентября 2019 года — застрелился из ружья после отставки. Похоронен на Северном кладбище в Новокуйбышевске[8][9][10].

### Образование
- Имел два высших образования: инженерное и экономическое.
- Был кандидатом экономических наук.

## Новости
- Мэр Новокуйбышевска попал в больницу после концерта «Наив».